# Семьон Номоконов
Семьон Данилович Номоконов (12 август 1900 – 15 юли 1973) е съветски снайперист, който се бие в Червената армия по време на Втората световна война и му се приписват 367 убийства на намски войници и един генеал. Номоконов принадлежии към етническата група на евенките, един от коренните народи на Русия, участвали във войната. Неговите врагове му дават прозвището „Шаманът на тайгата“.

## Биография

### Детство
Номоконов е роден в село Делюн в Забайкалски край, Русия (тогава Руска империя), в бедно семейство на ловци и прекарва по-голямата част от детството си в тайгата. Номоконов за първи път използва пушка, когато е само на седем години. Той ловува самур, манджурски лос и обикноен лос и получава прякора Ястребово око. Номоконов е кръстен на 15-годишна възраст и получава името Семьон. През 1928 г. Номоконов се премества в село Нижни Стан в Шилкинския район на Русия. Продължава да ловува и започва работа като дърводелец.

### Втората световна война
Номоконов започва военната си служба през август 1941 г., първоначално в полково помощно стопанство. Прави патерици за ранени от войната. Става снайперист случайно. През есента на 1941 г. той евакуира ранен, когато вижда немец да се цели в него. Номоконов го убива със собствената си пушка. Според друга версия през октомври 1941 г. Номоконов получава пушка и решава да я изпробва. За да не хаби куршуми, Номоконов стреля по германец, който се движи полускрит по гористия бряг на езеро. След тази случка е преместен в снайперски взвод. В началото на кариерата си той използва пушка „Мошин-Наган“ без телескопичен мерник. Бие се във Валдайските височини, на Карелския провлак, в Украинската ССР, Литовската ССР, Източна Прусия и накрая в Манджурия. Започва да отбелязва всяко убийство с резки на лулата си. Номоконов е ранен осем пъти и става жертва на две експлозии.
Инструктор е на повече от 150 войници, бъдещи снайперисти.

### Следвоенен период
Номоконов се въръща у дома на кон. Продължава работата си като дърводелец в Нижни Стан, а по-късно се премества в Зугалай, където живеят по-големите му деца. Построява къща и продължава да ловува в свободното си време. През есента на 1945 г. Номоконов получава кон, бинокъл и пушка номер 24638 за военната си служба. Според Зоя Бабуева, дъщерята на Номоконов, той бил мълчалив човек, който не обичал да говори за войната.
Номоконов умира в Зугалай и е погребан там. Поетът Василий Лебедев-Кумач му посвещава стихотворение.